# Nera Smajić
Nera Smajić, född 15 mars 1984 i Sarajevo, är en svensk före detta fotbollsspelare (försvarare) som spelade för Bälinge IF och LdB FC Malmö. Hennes bror, Emir Smajic, är också fotbollsspelare.

## Karriär
Inför säsongen 2007 värvades Smajić av LdB FC Malmö. Efter säsongen 2011 avslutade hon sin fotbollskarriär.